# Aleuroplatus daitoensis
Aleuroplatus daitoensis là một loài côn trùng cánh nửa trong họ Aleyrodidae, phân họ Aleyrodinae.
Aleuroplatus daitoensis được Takahashi miêu tả khoa học đầu tiên năm 1940.